# (21626) Matthewhall
(21626) Matthewhall est un astéroïde de la ceinture principale d'astéroïdes.

## Description
(21626) Matthewhall est un astéroïde de la ceinture principale d'astéroïdes. Il fut découvert le 12 juillet 1999 à Socorro (Nouveau-Mexique) par le projet LINEAR. Il présente une orbite caractérisée par un demi-grand axe de 2,25 UA, une excentricité de 0,18 et une inclinaison de 5,2° par rapport à l'écliptique.

## Compléments